# 费奥多尔·拉斯科利尼科夫

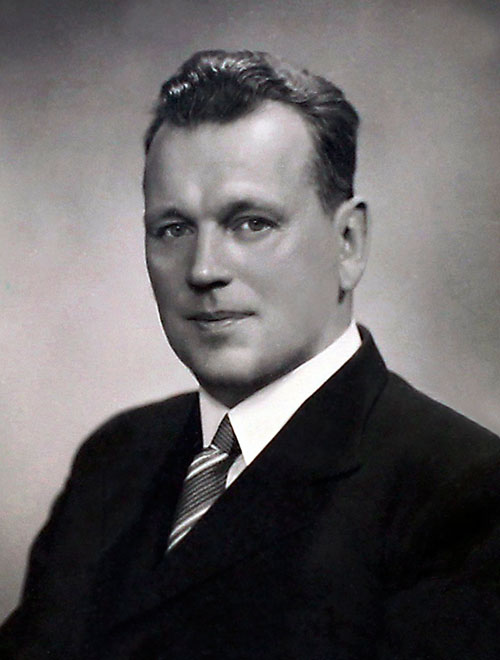
费奥多尔·拉斯科利尼科夫

费奥多尔·费奥多罗维奇·拉斯科利尼科夫（俄语： 1892年1月28日—1939年9月12日），原名费奥多尔·伊林（俄语：Фёдор Ильин），俄罗斯政治家、老布尔什维克，作家，新闻记者。

## 生平
曾参与十月革命，担任副海军人民委员，革命军事委员会成员，1918年1月5日参与解散俄国立宪会议的行动，俄罗斯内战期间担任里海和波罗的海红色舰队司令，后来成为苏联外交官。曾与拉丽莎·列伊斯涅尔结婚，1938年在法国担任外交官期间拒绝回国，1939年因病逝世。